# チオシアン酸ヒドロラーゼ
チオシアン酸ヒドロラーゼ(Thiocyanate hydrolase, EC 3.5.5.8)は、以下の化学反応を触媒する酵素である。
チオシアン酸 + 2 H2O {\displaystyle \rightleftharpoons } 硫化カルボニル + アンモニア + HO-
従って、この酵素の2つの基質は、チオシアン酸と水、一方、3つの生成物は、硫化カルボニルとアンモニアと水酸化物イオンである。
この酵素は、加水分解酵素の中で、ペプチド結合以外の炭素-窒素結合、特にニトリルに作用するものとして分類される。系統名は、チオシアン酸アミノヒドロラーゼ(thiocyanate aminohydrolase)である。

## 構造
2007年末時点で、4個の三次構造が解明されている。蛋白質構造データバンクのコードは、2DD4、2DD5、2DXB及び2DXCである。